# Paulo da Gama

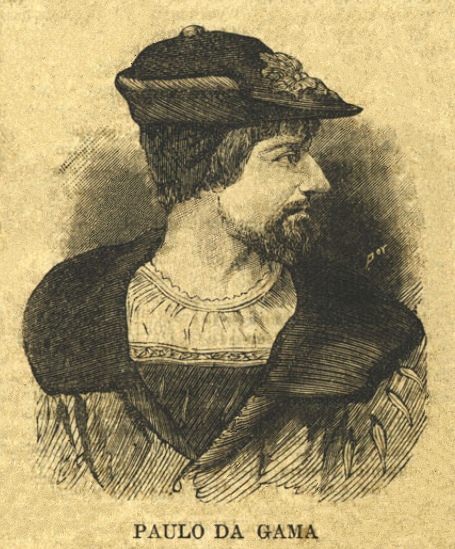
XIX-wieczny portret Paulo da Gamy

Paulo da Gama (ur. przed 1469, zm. 1499) – portugalski żeglarz i odkrywca, syn Estêvão da Gamy, starszy brat Vasco da Gamy.
Uczestniczył w wyprawie do Indii, którą dowodził jego brat w 1498 roku, jako kapitan okrętu São Rafael. Zmarł w drodze powrotnej, na Wyspach Zielonego Przylądka; brat przewiózł jego ciało na Terceirę na Azorach. 